# 阿都拉尼·奥斯曼
阿都拉尼·奥斯曼（1958年4月14日—2023年1月23日），马来西亚政治人物，曾经于2008年至2018年担任雪兰莪州议会中路议员，曾任伊斯兰党雪州主席。

## 生平
2008年3月8日，阿都拉尼奥斯曼于马来西亚第12届全国大选中胜出，当选为议员。

## 逝世
2023年1月23日清晨5时于万津医院逝世。